# Кубок Шотландії з футболу 2025—2026
Кубок Шотландії з футболу 2025—2026 — 141-й розіграш кубкового футбольного турніру у Шотландії. Титул захищає Абердін.

## Календар
| Раунд                   | Дата              | Матчі | Клуби     |
| ----------------------- | ----------------- | ----- | --------- |
| Перший попередній раунд | 9 серпня 2025     |       | 132 → 128 |
| Другий попередній раунд | 30 серпня 2025    | 48    | 128 → 102 |
| Перший раунд            | 27 вересня 2025   | 30    | 102 → 72  |
| Другий раунд            | 25 жовтня 2025    | 20    | 72 → 52   |
| Третій раунд            | 29 листопада 2025 | 20    | 52 → 32   |
| 1/16 фіналу             | 17 січня 2026     | 16    | 32 → 16   |
| 1/8 фіналу              | 7 лютого 2026     | 8     | 16 → 8    |
| 1/4 фіналу              | 7 березня 2026    | 4     | 8 → 4     |
| 1/2 фіналу              | 18-19 квітня 2026 | 2     | 4 → 2     |
| Фінал                   | 23 травня 2026    | 1     | 2 → 1     |